# Kristian Kostow
Kristian Konstantinow Kostow (bulgarisch Кристиан Константинов Костов, wiss. Transliteration Kristian Konstantinov Kostov; * 15. März 2000 in Moskau) ist ein bulgarisch-russischer Sänger kasachischer Abstammung.

## Leben und Karriere
Kostow wurde 2000 als Sohn eines Bulgaren und einer Kasachin in Russlands Hauptstadt Moskau geboren, wo er bis heute lebt. Er hat einen älteren Bruder und eine jüngere Schwester.
Er nahm 2014 an der ersten Staffel der russischen Version von The Voice Kids teil und schied unter der Obhut von Dima Bilan, der den Eurovision Song Contest 2008 gewonnen hatte, erst im Finale aus. Im Jahr darauf nahm er an der bulgarischen Version von The X Factor teil und wurde im Team von Stanislawa Armutliewa Zweiter.
Am 13. März 2017 wurde Kostow intern ausgewählt, Bulgarien beim Eurovision Song Contest 2017 in Kiew zu vertreten. Sein Lied Beautiful Mess wurde von Borislaw Milanow, Sebastian Armann und Joakim Bo Persson geschrieben, die auch den bulgarischen Beitrag zum Eurovision Song Contest 2016, Poli Genowas If Love Was a Crime geschrieben hatten. Kostow war der erste Teilnehmer des ESCs, dessen Geburtsjahr mit einer Zwei beginnt. Im Finale erreichte Kostow, der zu den Favoriten gehörte, einen zweiten Platz und damit das bislang beste Ergebnis Bulgariens beim ESC.
Im Januar 2018 wurde Kostow mit dem European Border Breakers Award ausgezeichnet, der europäische Newcomer auszeichnet, die auch außerhalb ihrer Heimatländer erfolgreich sind. Zusätzlich war er Gewinner des Publikumspreises.
Von Januar bis Februar 2019 war er ein Teilnehmer bei der chinesischen Show Singer, aus der er aber nach der zweiten Runde ausschied.

## Diskografie

### EPs
- 2018: Shower Thoughts
- 2019: Prologue
- 2020: Mood

### Singles
- 2015: Ready to Fly (mit MaxiGroove)
- 2016: Не си за мен
- 2017: You Got Me Girl
- 2017: Beautiful Mess
- 2017: Глубина
- 2017: Ты Мой Огонь
- 2018: The One (I Need You)
- 2018: Burning Bridges (mit Jowst)
- 2018: Get It
- 2020: Honest
- 2020: Better
- 2020: Things I Like
- 2021: Built Different
- 2022: Intentional

### Gastbeiträge
- 2015: Ready to Fly (MaxiGroove & Kristian Kostov)
- 2016: Вдигам Level (Pavell & Venci Venc’ feat. Kristian Kostov)
- 2019: Live It Up (B-OK feat. Roxie & Kristian Kostov)